# Carnbee
Carnbee är en by i Fife, Skottland. Byn är belägen 10 km 
från St Andrews. Orten har 28 invånare (2001).